# Beth Van Duyne
Beth Van Duyne [ˌvænˈdaɪn], född 16 november 1970 i Albany, New York, är en amerikansk politiker (republikan). Hon är ledamot av USA:s representanthus sedan 2021. Hon var borgmästare i Irving 2011–2017.
Van Duyne besegrade demokraten Candace Valenzuela, libertarianen Darren Hamilton och två obundna kandidater i kongressvalet 2020.